# MBSサウンドパークス
MBSサウンドパークス（エムビーエスサウンドパークス）は、毎週火曜から金曜日（月曜 - 木曜深夜）3時00分 - 4時00分に放送（野球中継が延長された場合でも番組編成の兼ね合いで必ず3時00分から1時間放送）されていたMBSラジオの音楽番組である。
なお放送開始・終了日などはあくまで暦日で表記しているため、注意のこと。

## 概要
この番組はタイトルに一部あるように、2003年10月にオープンしたなんばパークス内に設置されたMBSラジオのサテライトスタジオ「パークスラジオパラダイス（通称パラパラスタジオ）」からの公開放送で、日替わりのパーソナリティーがこだわりの音楽と、アーティストをゲストに迎えてのトーク&ライヴセッションを展開するという番組である。2004年9月24日の放送を最後に「MBS夜な夜な倶楽部」の時間延長（1時00分 - 4時00分に拡大）に伴い終了した。

## 出演者
- 火曜日（月曜深夜）さんじゅうしちはち
- 水曜日（火曜深夜）中嶋慶子
- 木曜日（水曜深夜）JUN
- 金曜日（木曜深夜）LEO